# Categoria (filosofia)
Le categorie sono l'attribuzione di un predicato a un soggetto. Sono specificamente le classi supreme di ogni predicato possibile, con cui poter ordinare tutta la realtà.

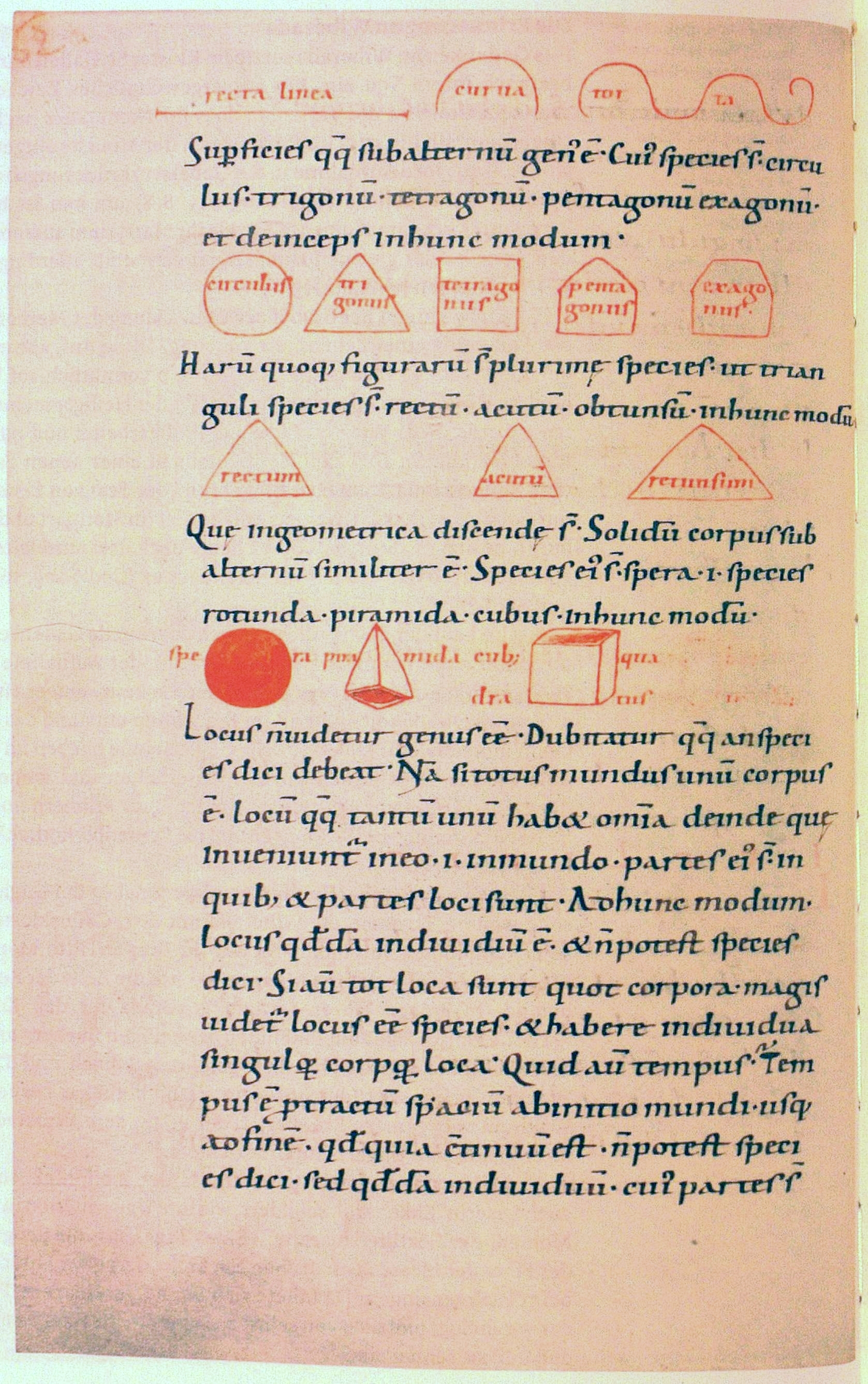
Commentario di Notker alle Categorie di Aristotele, la cui spiegazione delle figure geometriche è corredata da disegni.

## Etimologia
Il termine italiano «categoria» deriva dal corrispondente latino categŏria, a sua volta derivante dal greco e dal relativo contesto culturale nel quale è stato coniato e impiegato.
Nello specifico, esso è derivato da κατηγορία (katēgoría) tradotto con «accusa», «imputazione», «predicato», «attributo», dal verbo κατηγορέω (katēgoréō), che significa «io accuso», «mostro», «indico», «affermo», «asserisco», composto a sua volta da katá («contro», o «verso») e agoréuo («io parlo», «esprimo», «dico»).

## Categorie aristoteliche

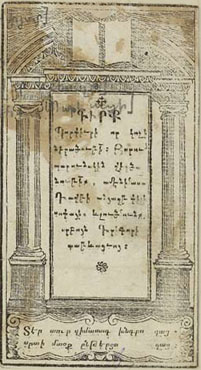
Frontespizio di Introduzione alle categorie di Aristotele, a opera di Porfirio (in una traduzione armena del 1793)

Per Aristotele le categorie sono i gruppi o i generi sommi che raccolgono tutte le proprietà che si possono predicare dell'essere. Sono i predicamenti dell'essere, riferibili a qualità primarie, come nel caso dell'essenza immutabile degli oggetti (la prima di tali categorie), oppure secondarie (gli accidenti che possono cambiare).
Le categorie sono in tutto dieci:
1. la sostanza: applicata ad esempio alla persona di Socrate, è l'essere uomo;[6]
2. la qualità: ad esempio se bello o brutto;
3. la quantità: se alto, basso, ecc.;
4. la relazione: ad esempio se vicino o lontano a qualcos'altro;
5. il dove: in che luogo si trova;
6. il quando: in quale epoca vive;
7. lo stare: come si trova, in quale condizione o posizione;
8. l'avere: riferito al possesso oppure all'«abito», cioè al modo di comportarsi o alla disposizione, anche caratteriale;
9. l'agire: se compie attivamente un'azione;
10. il subire: se costretto a ricevere passivamente un intervento da parte di qualcuno o qualcosa.

Ogni elemento della realtà può essere fatto rientrare in una di queste categorie.
Ne consegue che le categorie di Aristotele hanno un valore oggettivo, perché si riferiscono a degli enti concreti. I nostri giudizi le adoperano non soltanto secondo un rapporto puramente logico tipico del sillogismo, ma riunendole grazie alla capacità intuitiva di cogliere le relazioni effettivamente esistenti tra gli oggetti reali. Ma oltre a ciò, a ognuna delle categorie si riferisce una parte di quei costrutti semantici del discorso che hanno a che fare con il mondo reale: ad esempio,  un nome o un sostantivo si riferisce alla categoria di sostanza; gli aggettivi qualificativi alla qualità, quelli indefiniti alla quantità, o alla relazione ecc. Si è pertanto ipotizzato che per Aristotele le categorie siano una classificazione delle parti di cui è fatto un discorso.
La dottrina aristotelica delle categorie si proponeva di rimediare all'indeterminatezza con cui Parmenide, della scuola eleatica, aveva enunciato la verità dell'essere, lasciandolo senza un predicato: Parmenide aveva detto soltanto che l'Essere è, e non può non essere, ma non aveva detto cosa esso fosse. Ne risultava un concetto evanescente, che rischiava di venir confuso col non-essere. Aristotele pertanto si propone di mostrare che l'essere è determinato in una molteplicità di attributi, e quindi è multilaterale pur nella sua unità. Contro Platone poi, che riconduceva i fondamenti dell'essere a delle forme logiche ideali, Aristotele afferma la necessità di distinguere i concetti logici dagli empirici.

## Categorie stoiche
Nello stoicismo, a differenza di Aristotele, le categorie sono suddivisioni riferite ai concetti della mente anziché a casi ontologici specifici, essendo anticipazioni astratte e universali della realtà, funzionali non solo a dare conoscenza di un fatto sensibile, ma soprattutto a fornire quei costrutti del linguaggio con cui esprimere e condividere correttamente, in forma di proposizioni, un ragionamento (logos): quest'ultimo infatti può significare sia ragione che discorso. La logica stoica si pone così come disciplina autonoma rispetto alla metafisica, e non come strumento di questa. Le categorie inoltre vengono ridotte a quattro:
- il soggetto, o sostanza, cioè la singolarità concreta di qualcosa;
- la qualità essenziale, che la contraddistingue;
- il modo d'essere, o le qualità accidentali, che non sono determinanti per distinguerla da qualcos'altro;
- la relazione, ossia i rapporti che instaura con altri soggetti, ad esempio di causa-effetto, ed è il concetto più esteso perché espandibile alla totalità degli esseri.[9]

## Categorie kantiane
La tavola aristotelica delle categorie ricevette critiche anche da parte di Kant e Hegel, che la accusarono di essere "rapsodica", cioè derivata arbitrariamente e alla rinfusa dall'esperienza, senza alcuna necessità sistematica.
Partendo dalla distinzione tra il piano oggettivo e quello semantico, che non era mancato in Aristotele, il quale però non avrebbe saputo attribuire quanto all'uno e quanto all'altro, Kant ammette che giudicare, fonte di ogni discorso oggettivo, sia un'attività dalle molte sfaccettature, che nascono dall'applicazione di diverse categorie o concetti puri, mediante le quali l'intelletto unifica i dati molteplici provenienti dall'intuizione sensibile.
Tali concetti però sono trascendentali, vale a dire che hanno bisogno di dati di partenza per potersi attivare, senza i quali sarebbero vuoti: è per via degli organi di senso che un oggetto appunto ci è "dato", diventando fenomeno; con le categorie esso poi viene "pensato".
A differenza dunque di Aristotele, per il quale le categorie appartenevano alla realtà ontologica dell'essere, le categorie kantiane appartengono all'intelletto; diventano cioè delle funzioni a priori, dei modi di funzionare del nostro pensiero che inquadrano la realtà secondo i propri schemi precostituiti. Non si applicano alla realtà in sé, ma solo al fenomeno.
I vari giudizi che noi formuliamo della realtà, secondo una classificazione tradizionale, sono raccolti sotto quattro gruppi, comprendenti ciascuno tre momenti:
1. quantità dei giudizi: universali, particolari, singolari
2. qualità: affermativi, negativi, infiniti
3. relazione: categorici, ipotetici, disgiuntivi
4. modalità: problematici, assertori, apodittici

Ognuno di questi giudizi risulta dall'applicazione della categoria corrispondente. Con l'"analisi trascendentale" si possono così ricavare le dodici categorie:
unità, pluralità, totalità, realtà, negazione, limitazione, inerenza e sussistenza, causa ed effetto, reciprocità, possibilità e impossibilità, esistenza e inesistenza, necessità e contingenza.
Come in Aristotele le categorie hanno bisogno del giudizio per essere adoperate, così in Kant hanno bisogno di un'attività suprema, di un pensare in atto, per esercitare la loro funzione unificatrice del molteplice. Le categorie sono le varie sfaccettature di un prisma che si chiama pensiero, sono atti unificatori, ma non già in atto, solo potenzialmente attivabili.
Si apre quindi il problema della deduzione delle categorie, cioè di come giustificare l'uso che ne facciamo: è lecito ad esempio attribuire categorie diverse a uno stesso oggetto? Si tratta del problema, affrontato da Kant nella Deduzione trascendentale della Critica della ragion pura, di unificare le categorie, trovando un principio da cui si possano tutte derivare. Questo principio sarà trovato nell'io penso o appercezione trascendentale.

## Le categorie dopo Kant
Kant verrà accusato di essersi rinchiuso in un soggettivismo senza vie d'uscita, dato che le sue categorie non servono a conoscere la realtà come è in sé, ma solo per come a noi appare.
Con Fichte esse assumono un ruolo diverso: mentre per Kant avevano lo scopo di unificare il molteplice, per Fichte hanno lo scopo inverso di moltiplicare l'unicità dell'Io, portandolo a dividersi e a produrre inconsciamente il non-io. In tal modo le categorie dell'intelletto hanno anche un valore reale o ontologico, seppure inconscio. Il pensare è creare, ma soltanto al livello dell'intuizione intellettuale.
Con Hegel invece è la logica stessa che diventa creatrice. Le categorie conoscitive di Kant, che erano puramente "formali", diventano insieme "forma e contenuto": sono categorie logiche-ontologiche, determinazioni dell'Idea nel suo procedere dialettico. Un oggetto esiste nella misura in cui è razionale, cioè solo se rientra in una categoria logica.
Per Nietzsche infine, le categorie diventano il risultato dell'evoluzione della razza: la loro efficacia sarebbe data non dalla capacità di rispecchiare il vero, ma dall'utilità nel favorire la sopravvivenza. Concetti ripresi e fatti propri dagli studi etologico-filosofici di Konrad Lorenz, che definiva le categorie gli «apparati immagine del mondo».